# Шпрокхевел
Шпрокхевел (њем. Sprockhövel) град је у њемачкој савезној држави Северна Рајна-Вестфалија. Једно је од 9 општинских средишта округа Енепе-Рур. Према процјени из 2010. у граду је живјело 25.546 становника. Посједује регионалну шифру (AGS) 5954028, NUTS (DEA56) и LOCODE (DE SPO) код.

## Географски и демографски подаци
Шпрокхевел се налази у савезној држави Северна Рајна-Вестфалија у округу Енепе-Рур. Град се налази на надморској висини од 219 метара. Површина општине износи 47,8 km². У самом граду је, према процјени из 2010. године, живјело 25.546 становника. Просјечна густина становништва износи 534 становника/km².

## Међународна сарадња
| Мјесто               | Држава               | Врста сарадње | Од    |
| -------------------- | -------------------- | ------------- | ----- |
|                      | Француска            | контакт       | 1995. |
| Цаоџуанг             | Кина                 | пријатељство  | 1987. |
| Дарио                | Никарагва            | пријатељство  | 1988. |
| Саут Керби и Морторп | Уједињено Краљевство | партнерство   | 1981. |
| Извор                |                      |               |       |